# Nidar
Nidar er en norsk slikproducent, der blev grundlagt i 1912 i Trondheim. Virksomheden er i dag den største leverandøren af slik på det norske marked, med en omsætning på 1218,7 mio. NOK i 2011 og 530 ansatte.
Nidar fremstiller alle type slik, blandt andet chokolade, vingummi, karameller, lakrids og pastiller. I tillæg har Nidar salgsansvaret for Wrigley tyggegummi på det norske markedet. Blandt de mest kendte produkter er Stratos, Laban, Smash!, Troika, Crispo, Doc’ Halslinser, IFA, New Energy, Bocca, Bamsemums, Smørbukk og Extra.
Nidars fabrik, hvor alt firmaets egenproduktion foregår, ligger i Leangen øst i Trondheim. I alt dækker produktions- kontorfaciliteter omkring 39.000 m2 og dertil kommer et lager på omkring 15.000 m2.